# 沒辦法討厭你
《沒辦法討厭你》（日语：キライになれない）是日本女性創作歌手中村步美的第23張單曲。1995年5月10日由Polydor（環球音樂旗下公司）發行。
這首作品延續中村步美擅長的溫柔旋律與細膩詞意，以坦率描寫戀人間矛盾情感的歌詞獲得廣大女性共鳴。單曲中展現她對愛情無法割捨、糾結又堅定的心情，是90年代J-Pop抒情代表作之一。此曲亦曾被用作日劇插曲，進一步提升其傳唱度與商業成績。

## 解說
《沒辦法討厭你》是創作歌手中村步美自1987年以來，睽違8年再度與同行高橋研合作的單曲。同名表題曲曾被讀賣電視台製作、日本電視台播出的電視動畫《魔法騎士雷阿斯 (第2期)》選為第1代片頭主題曲使用。
後來，1995年7月12日發行中村她的個人專輯《Cry Baby》之中，收錄的歌曲大多有經過重新編曲。
於Oricon單曲公信榜初次亮相時進入第20名，1995年5月22日時的銷售記錄是5萬張，最後總計創下10萬張最高銷售記錄。成為中村自身最高銷售量單曲和代表歌曲之一。

## 收錄歌曲
所有歌曲由高橋研作詞、編曲。
1. 沒辦法討厭你（キライになれない）
  - 作曲：高橋研
  - 讀賣電視台製作、日本電視台播出電視動畫《魔法騎士雷阿斯 (第2期)》片頭主題曲
2. 雨日花
  - 作曲：中村
3. 沒辦法討厭你 (Instrumental)

## 收錄專輯
- 沒辦法討厭你
  - Cry Baby（日语：Cry Baby (中村あゆみのアルバム)） <Album Version>
- 雨日花
  - Cry Baby

## 外部連結
- YouTube上的沒辦法討厭你／中村步美
- YouTube上的沒辦法討厭你／魔法騎士